# Sankt Nikolai im Sausal
Sankt Nikolai im Sausal là một đô thị thuộc huyện Leibnitz trong bang Steiermark, nước Áo. Đô thị Sankt Nikolai im Sausal có diện tích 26,18 km², dân số cuối năm 2005 là 342 người.